# Nordin Bakker
Nordin Bakker (Oostknollendam, 31 ottobre 1997) è un calciatore olandese, portiere dell'Heerenveen.

## Carriera

### Fortuna Wormerveer
Bakker ha iniziato a giocare a calcio indoor a sedici anni nel FC Kondo Budjang prima di trasferirsi al Fortuna Wormerveer nel sesto livello olandese. Nel 2017 ha sostenuto dei provini con PSV e Ajax ma ha scelto di rimanere al Wormerveer per il resto della stagione.

### Volendam
Prima della stagione 2018-19 di Eerste Divisie Bakker ha firmato un contratto di un anno con opzione con il Volendam aggiungendosi ai già presenti Jordi van Stappershoef e Mitchel Michaelis al posto del partente Hobie Verhulst. Inizialmente è stato riserva, giocando principalmente con la squadra di riserva in Derde Divisie. Il 1º dicembre 2018 ha segnato il suo primo gol al 93' minuto contro il Quick '20, beffando il portiere avversario con un rinvio dalla propria area per il definitivo 4-4.
Bakker ha esordito in Eerste Divisie il 7 dicembre 2018 contro il Twente sostituendo al 10º minuto l'infortunato Michaelis.
A causa del trasferimento di van Stappershoef al Bristol Rovers e di un altro infortunio subito a Michaelis, Bakker è diventato il titolare per tutta la stagione 2019-2020, dove ha giocato ogni incontro. Nel 2020-21 ha duellato con Joey Roggeveen per il ruolo di titolare. Al termine della stagione il Volendam ha deciso di non rinnovare il contratto in scadenza di entrambi i portieri.

### Beroe Stara Zagora
Il 23 giugno 2021 ha firmato con il club bulgaro del Beroe. Ha esordito il 23 luglio nell'incontro inaugurale della stagione 2021-22 mantenendo la porta inviolata nella vittoria per 1-0 contro la Lokomotiv Sofia. Ha effettuato 8 presenze per il club prima di lasciare il ruolo da titolare a Hennadiy Hanyev. È stato svincolato nel gennaio 2022 per via dei problemi finanziari del club.

### Almere City
Il 28 gennaio 2022 ha firmato un contratto di sei mesi con l'Almere City con opzione. Ha fatto il suo debutto per i De Zwarte Schapen due giorni dopo, rimpiazzando l'infortunato Agil Etemadi al 16º minuto di un pareggio per 0-0 contro il Telstar. Dopo il suo esordio ha mantenuto la posizione di portiere titolare impressionando con numerose porte inviolate. L'8 marzo il club ha esercitato l'opzione di rinnovo presente sul suo contratto, trattenendolo ad Almere fino al 2023.
Il club ha annunciato il 17 maggio 2023 che Bakker ha rinnovato il suo contratto per altri due anni, fino al 2025. Con Bakker in porta, l'Almere si è assicurato la promozione in Eredivisie per la prima volta nella sua storia dopo aver battuto l'Emmen in finale dei playoff per 4-1.

## Statistiche

### Presenze e reti nei club
Statistiche aggiornate al 24 agosto 2024.
| Stagione           | Squadra            | Campionato         | Campionato | Campionato   | Coppe nazionali | Coppe nazionali | Coppe nazionali | Coppe continentali | Coppe continentali | Coppe continentali | Altre coppe | Altre coppe | Altre coppe | Totale | Totale  | Totale |
| Stagione           | Squadra            | Comp               | Pres       | Reti         | Comp            | Pres            | Reti            | Comp               | Pres               | Reti               | Comp        | Pres        | Reti        | Pres   | Reti    |        |
| ------------------ | ------------------ | ------------------ | ---------- | ------------ | --------------- | --------------- | --------------- | ------------------ | ------------------ | ------------------ | ----------- | ----------- | ----------- | ------ | ------- | ------ |
| 2018-2019          | Jong Volendam      | 4D                 | 16         | -24; 1       |                 | -               | -               |                    | -                  | -                  |             | -           | -           | 16     | -24; 1  |        |
| 2018-2019          | Volendam           | EED                | 5          | -6           | CO              | 0               | 0               |                    | -                  | -                  |             | -           | -           | 5      | -6      |        |
| 2019-2020          | Volendam           | EED                | 29         | -42          | CO              | 1               | -1              |                    | -                  | -                  |             | -           | -           | 30     | -43     |        |
| 2020-2021          | Volendam           | EED                | 19+1       | -22 + -4     | CO              | 0               | 0               |                    | -                  | -                  |             | -           | -           | 20     | -26     |        |
| Totale Volendam    | Totale Volendam    | Totale Volendam    | 53+1       | -70 + -4     |                 | 1               | -1              |                    | -                  | -                  |             | -           | -           | 55     | -75     |        |
| 2021-2022          | Beroe              | PFL                | 8          | -11          | CB              | 0               | 0               |                    | -                  | -                  |             | -           | -           | 8      | -11     |        |
| 2021-2022          | Almere City        | EED                | 15         | -16          | CO              | -               | -               |                    | -                  | -                  |             | -           | -           | 15     | -16     |        |
| 2022-2023          | Almere City        | EED                | 36+6       | -38 + -5     | CO              | 2               | -4              |                    | -                  | -                  |             | -           | -           | 44     | -47     |        |
| 2023-2024          | Almere City        | ED                 | 29         | -53          | CO              | 1               | -2              |                    | -                  | -                  |             | -           | -           | 30     | -55     |        |
| 2024-2025          | Almere City        | ED                 | 3          | -11          | CO              | 0               | 0               |                    | -                  | -                  |             | -           | -           | 3      | -11     |        |
| Totale Almere City | Totale Almere City | Totale Almere City | 83+6       | -118 + -5    |                 | 3               | -6              |                    | -                  | -                  |             | -           | -           | 92     | -129    |        |
| Totale carriera    | Totale carriera    | Totale carriera    | 160+7      | -223 + -9; 1 |                 | 4               | -7              |                    | -                  | -                  |             | -           | -           | 171    | -239; 1 |        |